# Sfera (wydawnictwo)
Sfera, właściwie Biuro Promocji i Reklamy Fantastyki „Sfera” – polskie wydawnictwo działające od II połowy lat 80. XX wieku, specjalizujące się w wydawaniu gier planszowych, głównie w zakresie fantastyki. Wydawca gry Magia i Miecz.

## Historia
Wydawnictwo zostało założone w 1987 przez Katarzynę i Macieja Makowskich. W 1988 opublikowało grę "Magia i Miecz" na licencji angielskiej gry "Talisman", w tłumaczeniu Darosława J. Torunia i Krzysztofa Sokołowskiego, z oprawą graficzną Grzegorza Komorowskiego. W kolejnych latach wydawało dodatki do tej gry ("Miasto", "Podziemia", "W kosmicznej otchłani" i "Smoki" - na licencji Games Workshop) oraz mogący być samodzielną grą dodatek "Jaskinia" (1991), którego twórcą był Adrian Markowski. W 1992 "Magia i Miecz" została uznana za Grę Roku. Innymi grami wypuszczonymi na rynek przez "Sferę" były "Przekleństwo Mumii" (na licencji Games Workshop), wydane w 1992 "Wampir", "Robin Hood" (autorstwa A. Markowskiego), "Potyczka", "Wojna Polarna", "Kosmiczna wojna", "W cieniu Saturna", wydane w 1993 "Troll Football", oraz miniaturowe "Mag" (rozszerzenie "Potyczki") i "Śmiertelna Próba". Dystrybuowała także pochodzące z Wydawnictwa Hawk gry "Łakomczuchy" i "L’Amour". Po utracie licencji na "Magię i Miecz" rozpoczęła w 1994 wydawanie własnej wersji tej gry, pt. "Magiczny Miecz" autorstwa Adriana Markowskiego. W 1995 wydała gry "Moce Albionu" i "Diabelski Krąg", w 1996 grę "Najeźdźcy". Kolejne nowe gry planowane na 1997 już się nie ukazały, a wydawnictwo działało jeszcze do połowy 1999